# Nordöstliche Zwergbeutelratte
Die Nordöstliche Zwergbeutelratte (Marmosa demerarae) ist ein Säugetier aus der Familie der Beutelratten (Didelphidae), das im nördlichen Südamerika weit verbreitet ist.

## Merkmale
Diese Zwergbeutelratte erreicht eine Kopf-Rumpf-Länge von 15 bis 21 cm, eine Schwanzlänge von 19,5 bis 27,4 cm sowie ein Gewicht von 62 bis 130 g. Der Schwanz hat eine Länge von ca. 130 % der Kopf-Rumpf-Länge. Die ersten 3 bis 5 cm des Schwanzes sind dicht behaart, der Rest ist haarlos. Der unbehaarte Bereich des Schwanzes ist graubraun, die Spitze ist weiß. Der Rücken und die Körperseiten sind graubraun gefärbt mit einem gelblichen Einschlag. Die Augen sind von schwarzen Augenringen umfasst, die Wangen sind hell orange. Das Bauchfell ist oder grau mit einem orangen Einschlag. Die Füße sind gelblich, die Ohren braun und unbehaart. Männchen und Weibchen unterscheiden sich außerdem in der Größe und Form des Schädels. Die Weibchen haben elf Zitzen, je fünf rechts und links und eine mittige, aber keinen Beutel. Der Karyotyp ist 2n=14, FN=24. Es wurden jedoch auch Exemplare mit 20 Chromosomenarmen (FN=20) gefunden.

## Unterarten und Verbreitung
Das Handbook of the Mammals of the World listet 5 Unterarten:
- Marmosa demerarae demerarae – Guayanaschild
- Marmosa demerarae areniticola – Roraima-Tepui
- Marmosa demerarae domina – brasilianisches, ostperuanisches und nordbolivianisches  Amazonasbecken
- Marmosa demerarae esmeraldae – Venezuela (Bundesstaat Amazonas)
- Marmosa demerarae meridae – innerandine Täler von Kolumbien und Venezuela und das anschließende Tiefland.

Wahrscheinlich handelt es sich bei Marmosa demerarae nicht um eine einzelne Art, sondern um einen Komplex verschiedener, nah verwandter Arten. Marmosa demerarae meridae wird von einigen Autoren schon als eigenständige Art (Marmosa meridae) betrachtet.

## Lebensraum und Lebensweise
Die Nordöstliche Zwergbeutelratte lebt in tropischen Regenwäldern, Sumpfwäldern, Mangroven, Sekundärwäldern, Plantagen und Gärten bis in Höhen von 1200 Metern. Sie ist vorwiegend baumbewohnend, kann gut und schnell klettern, springt von Ast zu Ast und hält sich auf Bäumen und Lianen in Höhen von einem bis 25 Metern auf. Nordöstliche Zwergbeutelratten sind Einzelgänger und Artgenossen gegenüber aggressiv. Sie ernähren sich von tierischer Nahrung (z. B. Käfer, Schnabelkerfe u. Hautflügler), Früchten und Nektar. Die Weibchen bekommen pro Wurf sechs bis elf Jungtiere. Exemplare in menschlicher Obhut bauten Nester aus Papierstreifen, die sie mit Hilfe des Schwanzes zusammengetragen hatten. Jungtiere, die von der Zitze getrennt wurden, wurden mit den Vorderpfoten gefasst und zu einer freien Zitze geführt.

## Gefährdung
Die Nordöstliche Zwergbeutelratte hat ein großes Verbreitungsgebiet, ist relativ häufig, toleriert nicht zu starke menschliche Eingriffe in die Umwelt und kommt auch in verschiedenen Schutzgebieten vor. In Venezuela und Französisch-Guyana leben in geeigneten Lebensräumen auf einer Fläche von einem Quadratkilometer 25 bis 100 Individuen. Die IUCN listet sie deshalb als ungefährdet.

## Belege
1. 1 2 3  Diego Astúa: Family Didelphidae (Opossums). in Don E. Wilson, Russell A. Mittermeier: Handbook of the Mammals of the World – Volume 5. Monotremes and Marsupials. Lynx Editions, 2015, ISBN 978-84-96553-99-6. Seite 142.
2. ↑  Luan Gabriel De Lima Silva, Daniela Cristina Ferreira, Rogério Vieira Rossi: Species diversity of Marmosa subgenus Micoureus (Didelphimorphia, Didelphidae) and taxonomic evaluation of the white-bellied woolly mouse opossum, Marmosa constantiae. Zoological Journal of the Linnean Society, Volume 187, Issue 1, September 2019, S. 240–277, doi:10.1093/zoolinnean/zlz023
3. ↑  Robert S. Voss, Thomas C. Giarla, Sharon A. Jansa: A Revision of the Didelphid Marsupial Genus Marmosa Part 4. Species of the Alstoni Group (Subgenus Micoureus). In: American Museum Novitates. Band 2021, Nr. 3983, 8. Dezember 2021, ISSN 0003-0082, doi:10.1206/3983.1 (bioone.org).
4. ↑  Marmosa meridae www.mammaldiversity.org
5. ↑  Marmosa demerarae in der Roten Liste gefährdeter Arten der IUCN 2021. Eingestellt von: Brito, D., Astúa, D., Lew, D. & Soriano, P., 2015. Abgerufen am 12. Dezember 2021.